# Antecedens (nyelvészet)
A nyelvészetben antecedensnek nevezik azt a nyelvi entitást, amelyre kontextusában egy utána álló anaforikus elemnek nevezett másik entitás utal.
Az antecedens koreferenciálisnak nevezett viszonyban áll ennek két másik résztvevőjével. Referensnek nevezett nyelven kívüli entitásra utal, az anaforikus elem pedig az antecedensre, tehát rendszerint közvetett módon a referensre.

## Antecedenst képező entitások
Antecedens úgy morfológiailag (alaktanilag), mint szintaktikailag (mondattanilag) különféle entitás lehet.

### Főnévi antecedens
Főnév vagy főnévi csoport több helyzetben képezhet antecedenst:
- ugyanabban az egyszerű mondatban, mint az anaforikus elem, pl. A két államfő üdvözölte egymást (A két államfő az egymást antecedense.);[5]
- ugyanabban az összetett mondatban, mint az anaforikus elem, különböző tagmondatokban:
  - Ennek tipikus esete a jelzői mellékmondatos összetett mondat: Annak a lakásában lakom, aki helyettem Londonban dolgozik.[6]
  - Szó lehet mellérendeléses összetett mondatról is: Az egyik csoport indul, a másik itt marad.[7]
- olyan mondatban, amely nincs szintaktikai (mondattani) viszonyban az anaforikus elemet tartalmazó mondattal: Muki kutya szereti a labdáját. Azzal akar mindig játszani.[1]

Ugyanannak az anaforikus elemnek két egymással alárendelési viszonyban levő főnév is lehet az antecedense, pl. (angolul) Mike suggested to John that they should leave ’Mike azt mondta Johnnak, hogy el kéne menniük’ (A magyar nyelvben itt a főnévi igenévhez hozzáadott birtokos személyjel az anaforikus elem.). Az ilyet angolul split antecedent-nek (’kettéosztott antecedens’-nek) nevezik.
Névszói állítmány is lehet antecedens. Ekkor az az mutató névmás az anaforikus elem: – Magyar vagy ? – Az vagyok.
Főnévvel kifejezett tárgy vagy határozó ugyancsak lehet antecedense a mutató névmásnak: – Anna könyvet olvas? – Azt.

### Melléknévi antecedens
Egy vagy több, egymás mellé rendelt melléknév is antecedense lehet anaforikus elemként hasonlóságot, egyezést kifejező mutató névmásnak , pl. – Ugye milyen remek ember az igazgató? Művelt, eszes, határozott. – Valóban. Ilyen emberrel öröm lehet együtt dolgozni!
Melléknévvel kifejezett névszói állítmány is lehet antecedens az az mutató névmással anaforikus elemként: – Péter beteg volt? – Az.

### Névmási antecedens
A személyes névmás a neki megfelelő visszaható névmás antecedense lehet a személy nyomatékossá tételének céljából: Én önmagamat önmagammal mérem (Kosztolányi Dezső).
Különböző mondattani funkciókat betöltő két alakkal rendelkező névmás esetében az egyik antecedense lehet a másiknak:
(franciául) Elle n’est pas là et je ne l’ai pas vue de la journée ’[Ő (nőnem)] nincs itt, és nem is láttam egész nap’;
(románul) El a rezolvat problema cum i-am spus ’[Ő (hímnem)] úgy oldotta meg a kérdést, ahogy mondtam neki.
A francia nyelvben vagy a románban azonos funkciójú hangsúlyos és hangsúlytalan alakja is van egyes személyes névmásoknak. Ezek esetében nyomatékossá lehet tenni a személyt úgy, hogy a hangsúlyos alak antecedense a neki megfelelő hangsúlytalan alaknak:
(franciául) Toi, tu n’es jamais content ’Te soha sem vagy elégedett’;
(románul) Vouă nu vă lipsește nimic ’Nektek nem hiányzik semmi’.
A magyar nyelvben gyakori más nyelvekkel szemben a mutató névmás mint kötelező antecedense többféle mellékmondatnak, azaz olyan utalószó, amely a mellékmondat előtt álló főmondatban van, például:
Azt mondta, hogy esik az eső;
Az száll fel az autóbuszra, akinek van jegye;
Bizom abban, hogy nem felejtenek el.
Az olyan típusú mondatban, mint az utóbbi, a mutató névmás felcserélhető személyes névmással: Bízom benne, hogy nem felejtenek el.
Határozatlan névmás is lehet antecedens: Van valami, amit nem értek.

### Határozószói antecedens
Többféle határozószó is gyakrabban antecedens a magyarban, mint például az angolban vagy a franciában. Példák:
Ott élünk, ahol a barátaink;
Akkor gyere, amikor Mária nincs itthon;
Aszerint járt el, ahogy a főnöke előírta.

### Igei és igenévi antecedens
Ige is lehet antecedens, a magyarban akkor, amikor eldöntendő kérdés állítmánya, és válaszként az igekötője szerepel anaforikus elemként, pl. – Anna megtalálta a kulcsot? – Meg.
Az angol nyelvben az ige anaforikus eleme szintén ige:
- általános lexikai jelentésű ige: John painted this picture. He did that in Bermuda. szó szerint ’John festette ezt a képet. Bermudában tette ezt.’[8]
- segédige: I don't enjoy parties as much as my wife does ’Én nem szeretem a partikat annyira, mint a feleségem szereti’.[22]

A franciában antecedens lehet a főnévi igenév, amikor a mondat elejére teszik nyomatékosítása céljából, pl. Elle adore danser ’Imád táncolni’ → Danser, elle adore ça ! ’Táncolni imád!’ (szó szerint ’Táncolni, ő imádja azt!’)

### Mondat mint antecedens
Független mondat gyakran antecedens diskurzusban, pl. Az őszi árvizek megrongálták a gátakat a folyó igen hosszú szakaszán. Ennek következtében tavasszal alaposan fel kell újítani a töltéseket.
Tagmondat is antecedenssé válik, amikor az összetett mondat elejére helyezik, és anaforikus eleme van a főmondatban: Világos, hogy Péter igazat mond → Hogy Péter igazat mond, az világos.

## Az antecedens és az anaforikus elem egyeztetése
Az antecedens természetétől, az anaforikus elem természetétől és nyelvtől függően az antecedens egyezik vagy nem egyezik bizonyos grammatikai kategóriákban az anaforikus elemmel. Például a magyarban a főnév vagy személyes névmás antecedens személyben és számban egyezik a visszaható névmás anaforikus elemmel, pl. Én önmagamat önmagammal mérem. A francia olyan nyelv, amelyben nemben is van egyezés, pl. Ta soeur, elle est merveilleuse ’A nővéred gyönyörű’ (szó szerint ’A nővéred, ő gyönyörű’) – egyezés nemben, számban és személyben. Amikor az antecedens vagy/és az anaforikus elem határozószó, akkor nincs egyezés, mivel ez a szófaj változatlan alakú, pl. (románul) Am fost la facultate și de acolo, la concert ’Az egyetemre mentem, és onnan koncertre’. Egész mondattal sincs egyeztetés, mivel nem jellemzik grammatikai kategóriák, pl. Hogy Péter igazat mond, az világos.